# Championnat d'Autriche de combiné nordique 2012
Le championnat d'Autriche de combiné nordique 2012 s'est déroulé les 5, 6 et 7 octobre 2012 à Villach.
L'épreuve de saut sur grand tremplin s'est déroulée le 5 octobre sur le tremplin Paul Ausserleitner de Bischofshofen (HS 140).
Mario Stecher a remporté les épreuves sur petit et sur grand tremplin : il est donc double champion d'Autriche 2012.

## Résultats

### Épreuve sur grand tremplin
| Rang | Athlète                 |
| ---- | ----------------------- |
| 1    | Mario Stecher           |
| 2    | Bernhard Gruber         |
| 3    | Mario Seidl             |
| 4    | Tobias Kammerlander     |
| 5    | Christoph Bieler        |
| 6    | Tomaz Druml             |
| 7    | Alexander Brandner      |
| 8    | Carlos Kammerlander     |
| 9    | Thomas Jöbstl           |
| 10   | Franz-Josef Rerhl       |
| 11   | Fabian Steindl          |
| 12   | Martin Fritz            |
| 13   | Marco Pichlmayer        |
| 14   | Philipp Orter           |
| 15   | Lukas Klapfer           |
| 16   | Thomas Egger-Riedmüller |
| 17   | Harald Lemmerer         |
| 18   | Paul Gerstgraser        |
| 19   | Matthias Hochegger      |
| 20   | Dominik Dier            |
| 21   | Markus Gruber           |
| 22   | Lukas Greiderer         |
| 23   | Matija Druml            |
| 24   | Sepp Schneider          |
| 25   | Bernhard Flaschberger   |
| 26   | Christian Jetzbacher    |
| 27   | Marco Beikircher        |
| 28   | Noa Mraz                |
| 29   | David Wiegele           |
| 30   | Janni Reisenauer        |
| 31   | Philip Beikircher       |
| 32   | Stefan Sölkner          |

### Épreuve sur tremplin normal
| Rang | Athlète                 |
| ---- | ----------------------- |
| 1    | Mario Stecher           |
| 2    | Mario Seidl             |
| 3    | Bernhard Gruber         |
| 4    | Tomaz Druml             |
| 5    | Christoph Bieler        |
| 6    | Alexander Brandner      |
| 7    | Lukas Klapfer           |
| 8    | Franz-Josef Rerhl       |
| 9    | Matthias Hochegger      |
| 10   | Philipp Kreuzer         |
| 11   | Marco Pichlmayer        |
| 12   | Dominik Dier            |
| 13   | Martin Fritz            |
| 14   | Thomas Egger-Riedmüller |
| 15   | Markus Gruber           |
| 16   | Wilhelm Denifl          |
| 17   | Tobias Kammerlander     |
| 18   | Carlos Kammerlander     |
| 19   | Paul Gerstgraser        |
| 20   | Thomas Jöbstl           |
| 21   | Sepp Schneider          |
| 22   | Fabian Steindl          |
| 23   | Matija Druml            |
| 24   | Harald Lemmerer         |
| 25   | Christian Jetzbacher    |
| 26   | Lukas Greiderer         |
| 27   | Bernhard Flaschberger   |
| 28   | Marco Beikircher        |
| 29   | Noa Mraz                |
| 30   | Janni Reisenauer        |
| 31   | David Aigner            |
| 32   | Christoph Hirsch        |
| 33   | Andreas Dagn            |
| 34   | Philip Beikircher       |
| 35   | Christian Deuschl       |
| 36   | Stefan Sölkner          |
| 37   | Christoph Kemperle      |
| 38   | Lukas Malle             |
| 39   | Stefan Hauser           |
| 40   | Max Taxacher            |
| 41   | Mario Gebhardt          |

### Épreuve sur grand tremplin
- Le classement de l'épreuve de saut sur grand tremplin sur le site de la société Ewoxx.
- Le classement final de l'épreuve sur grand tremplin sur le site de la société Ewoxx.

### Épreuve sur tremplin normal
- Le classement de l'épreuve de saut sur tremplin normal sur le site de la société Ewoxx.
- Le classement final de l'épreuve sur tremplin normal sur le site de la société Ewoxx.

### Compte-rendu
- (de) Le compte-rendu sur le site de la fédération autrichienne de ski.